# Sovetskaya (lac)
Lacul Sovetskaya este un lac subglaciar lichid din Antarctica, îngropat la aproximativ 2 kilometri de Stația de cercetare Sovetskaya. Are în jur de 1.600 de kilometri pătrați.